# Choren Bajramjan
Choren Bajramjan (russisch Хорен Робертович Байрамян Choren Robertowitsch Bairamjan, armenisch Խորեն Ռոբերտի Բայրամյան; * 7. Januar 1992 in Koti) ist ein armenisch-russischer Fußballspieler. Seit 2011 steht er beim FK Rostow in der russischen ersten Liga unter Vertrag.

## Verein
Bajramjan begann seine Profikarriere beim FK Rostow, für den er am 18. Juni 2011 in der Premjer-Liga gegen Rubin Kasan (1:3) debütierte. 2013 wurde Bajramjan erst an den Zweitligisten Rotor Wolgograd und ein Jahr später an dessen Ligakonkurrenten Wolgar-Gasprom Astrachan verliehen. Nach drei Jahren bei Rostow wurde er 2018 wieder für ein Jahr an Rubin Kasan verliehen. Seitdem spielt er wieder für Rostow und ist mittlerweile zum Stamm- und Nationalspieler gereift.

## Nationalmannschaft
Nachdem Bajramjan von 2010 bis 2012 erst für diverse russische Jugendauswahlen aktiv war, spielt er nun seit 2020 für die armenische A-Nationalmannschaft.